# Schahriston
Schahriston (tadschikisch Шаҳристон, russisch Шахристан), Schachristan, auch Scharistan, Schariston, englische Umschriften Shahristan, Shakhristan, ist ein Dorf und der Hauptort des gleichnamigen Subdistrikts (dschamoat) innerhalb des gleichnamigen Distrikts (nohija) in der Provinz (vilojat) Sughd im Norden von Tadschikistan. Der kleine Marktort ist bekannt für die nahe gelegenen Ruinen der sogdischen Stadt Bundschikat, die zwischen dem 6. und 9. Jahrhundert bewohnt war.

## Lage

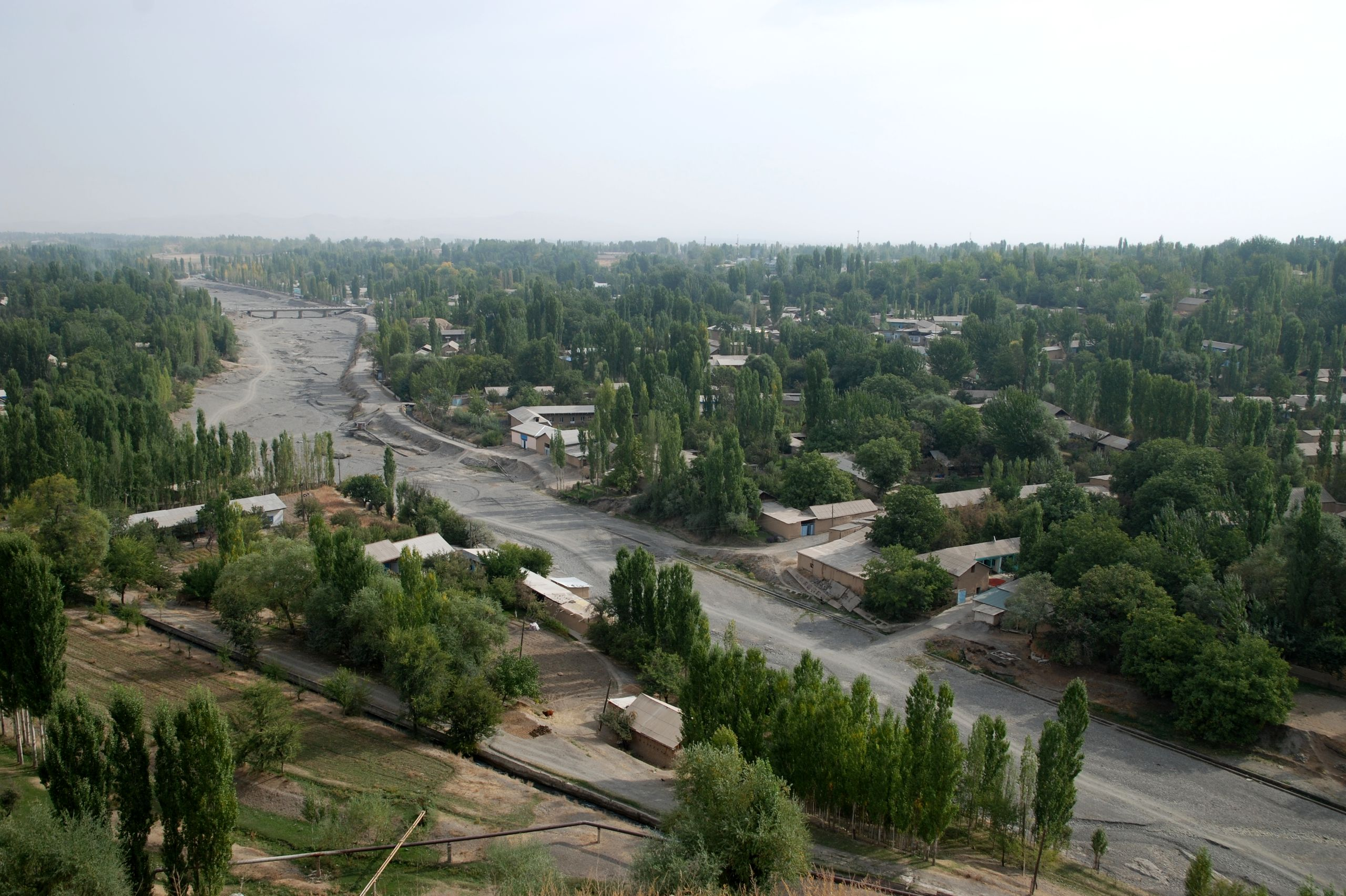
Über Schahriston nach Nordosten mit dem Fluss Schahristonsai

Schahriston liegt nördlich der über 4000 Meter hohen Turkestankette am Fluss Schahristonsai (Schachristan-sai), der von kleinen Bächen aus Seitentäler gespeist wird und in nordöstlicher Richtung fließt. Es ist der erste größere Ort jenseits der Passhöhe in der Ebene an der einzigen Straße (M34), die von der Landeshauptstadt Duschanbe zur Hauptstadt der Provinz Sughd, Chudschand, führt. Seit 2012 der Schahriston-Tunnel für den Verkehr freigegeben wurde, ist diese Strecke ganzjährig befahrbar. Die Schnellstraße umgeht Schahriston in einem weiten Bogen an der Ostseite. Von Süden kommend zweigt eine nicht asphaltierte Zufahrtsstraße zwei Kilometer vor dem Ortszentrum von der M34 nach links ab. An der Abzweigung beginnt ein Schotterfahrweg, der durch das hier trockene Flussbett zum 500 Meter entfernten Dorf Tscharkutan mit der sogdischen Palastruine Tschilchudschra führt. Die ein Kilometer lange Zufahrtsstraße nach Schahriston aus nördlicher Richtung ist asphaltiert.
Die nordöstlich gelegene größere Stadt Istarawschan ist 27 Kilometer entfernt, bis Chudschand sind es 105 Kilometer. Die Felder in der Talebene werden über Kanäle aus dem Fluss bewässert, weshalb sein breites Kiesbett ab Tscharkutan weitgehend trocken liegt. Die umliegenden Hügel sind baumlos und nur spärlich mit Gras bewachsen.
Rund neun Kilometer nordwestlich von Schahriston wurden die Ruinen der ins 5. bis 7. Jahrhundert n. Chr. datierten Festung Toštemir Tepe ausgegraben.

## Ortsbild

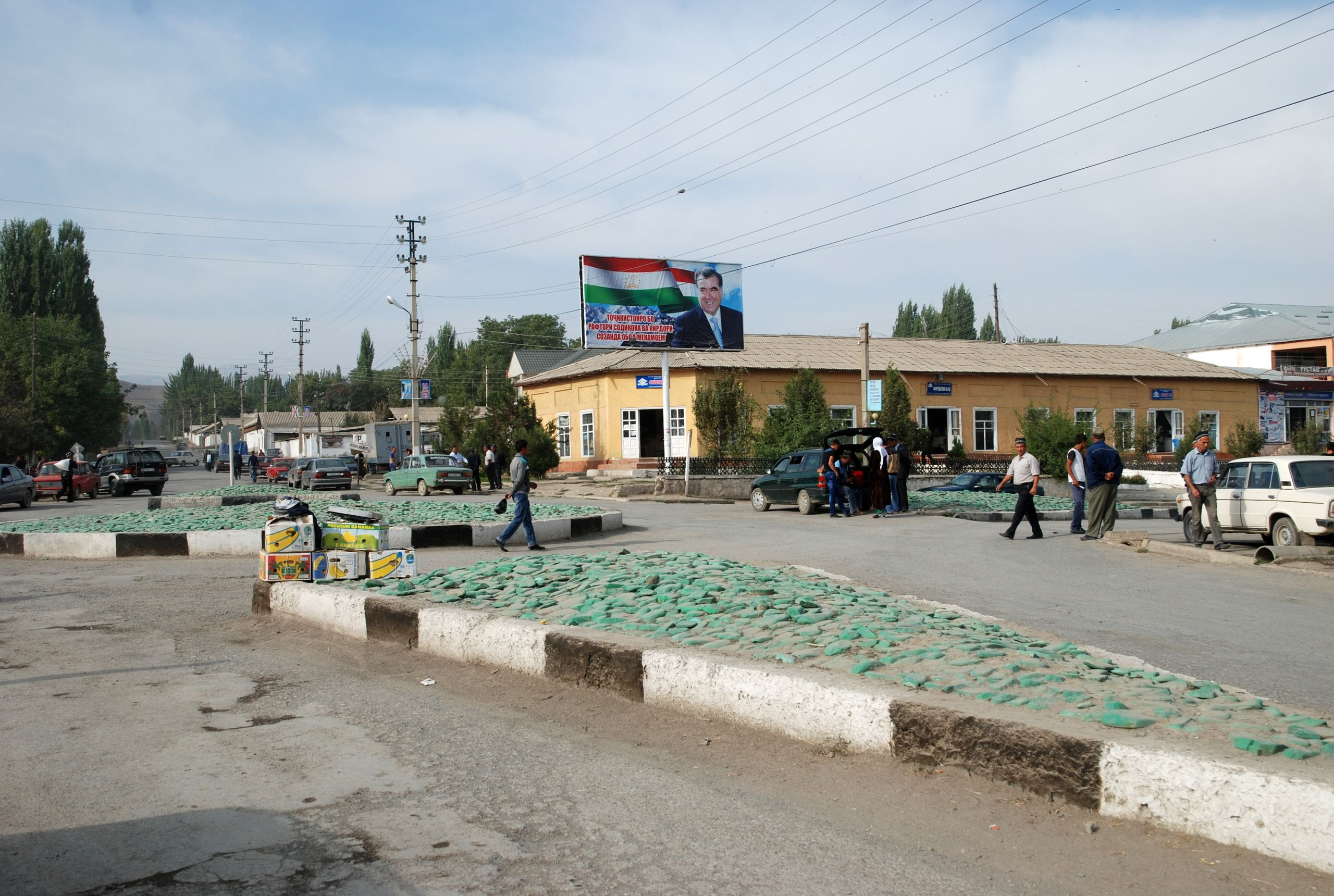
Zentraler Kreisverkehr am Markt

Die Einwohnerzahl für den Subdistrikt (dschamoat) Schahriston wird für 2009 mit 16.295 angegeben. Er bildet neben dem Subdistrikt Jangikurghon die Osthälfte des Distrikts Schahriston. Dieser wiederum grenzt im Osten an den Distrikt Ghontschi, im Norden an den Distrikt Istarawschan und im Westen an Usbekistan. Die Südgrenze wird vom Kamm der Turkestankette gebildet. Das Gebiet südlich davon gehört zum Distrikt Aini.
Im Jahr 2003 hatte der gesamte Distrikt Schahriston rund 30.000 Einwohner. Bei einer Fläche von 294 Quadratkilometern errechnet sich eine Einwohnerzahl von 102 pro Quadratkilometer. Geschätzt drei Viertel der Bevölkerung sind Usbeken, ein Viertel Tadschiken und alle leben in ländlichen Gebieten. Haupterwerb ist die Landwirtschaft, wobei es praktisch keine Nahrungsmittel verarbeitenden Betriebe gibt. Neben dem Anbau von Kartoffeln steht die Zucht von Rindern, Schafen und Ziegen im Vordergrund.

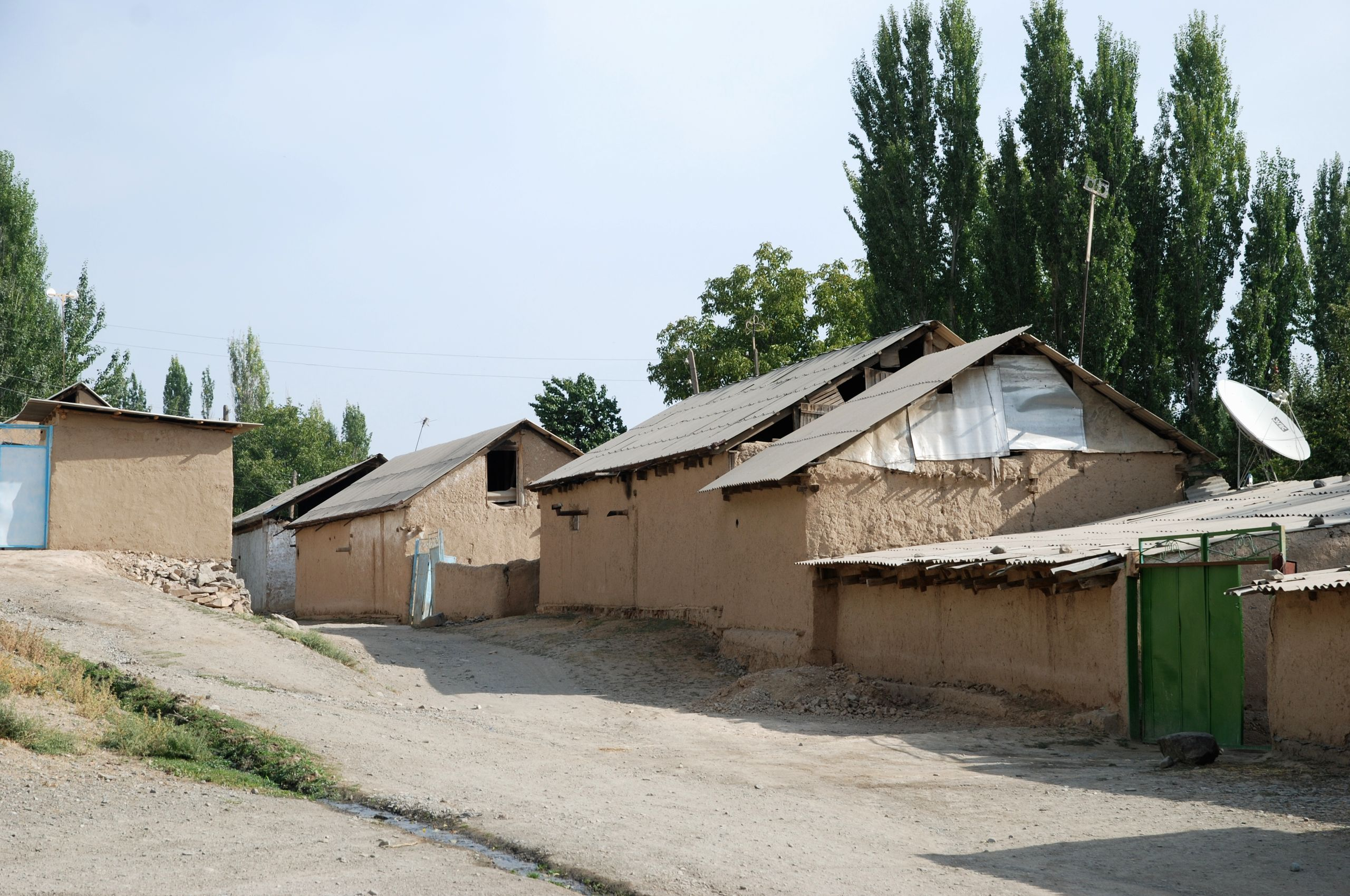
Gehöfte westlich des Flusses

Der häufig vorkommende Ortsname ist vom persischen schahristān abgeleitet (schahr, „Stadt“) und bezeichnet in der mittelalterlichen iranischen Stadt den inneren Wohnbereich – vergleichbar der arabischen madīna – im Unterschied zur höher gelegenen Zitadelle (quhandiz) und den Außenbezirken (rabaḍ). Der Schahristonsai trennt das Dorf in zwei etwa gleich große Hälften. Das Ortszentrum im Osten des Flusses wird von Markt gebildet, an dem täglich Gemüse, Obst und Haushaltswaren verkauft werden. Es gibt am zentralen Kreisverkehr einige Lebensmittelläden und ein oder zwei kleine Restaurants. Der größte Teil der besiedelten Fläche besteht aus Gehöften mit eingeschossigen Häusern, deren Wände aus Kies oder Bruchsteinen gemauert und mit Lehm verputzt sind. Unter den mit Wellblech gedeckten Giebeln lagert Winterfutter für die Tiere.
200 Meter nordwestlich des Kreisverkehrs führt eine Straßenbrücke über den Fluss zum jenseitigen Ortsteil. Wenige hundert Meter südlich, an der Westseite des Flusses, wurden auf einem steil aufragenden Lehmhügel die Reste der frühmittelalterlichen Stadt Bundschikat freigelegt.